# 929 Algunde
A 929 Algunde (ideiglenes jelöléssel 1920 GR) a Naprendszer kisbolygóövében található aszteroida. Karl Wilhelm Reinmuth fedezte fel 1920. március 10-én, Heidelbergben.